# Dendrocincla
Genre
Le genre Dendrocincla (féminin) regroupe six espèces de passereaux appartenant à la famille des Furnariidae qui, avant la classification de Sibley-Ahlquist, étaient classés dans la famille des Dendrocolaptidae.

## Liste des espèces
D'après la classification de référence (version 2.11, 2012) du Congrès ornithologique international (ordre phylogénique) :
- Dendrocincla tyrannina – Grimpar tyran
- Dendrocincla fuliginosa – Grimpar enfumé
- Dendrocincla turdina – Grimpar grive
- Dendrocincla anabatina – Grimpar à ailes rousses
- Dendrocincla merula – Grimpar à menton blanc
- Dendrocincla homochroa – Grimpar roux